# Eduardo Martínez Celis
Eduardo Martínez Celis (Zamora de Hidalgo, Michoacán 29 de octubre de 1890 - Monterrey, Nuevo León 5 de noviembre de 1943) fue un periodista, ensayista, historiador, dramaturgo, poeta y político mexicano. En sus obras artísticas usaba el seudónimo El Abate Sieyés.

## Primeros años

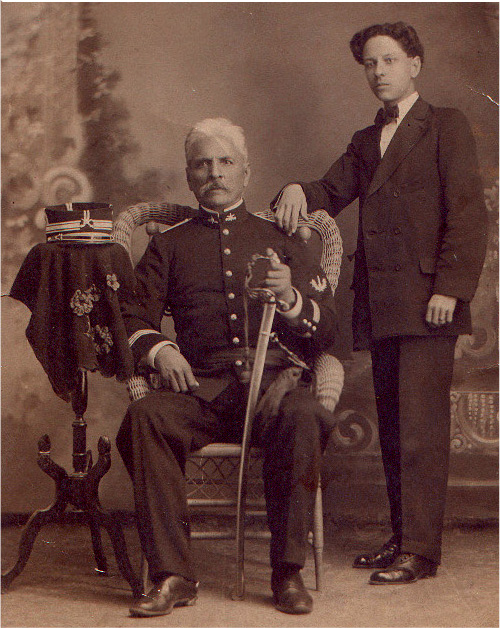
Eduardo Martínez Celis con su padre, el Mayor Domingo Martínez Barrón. Matamoros, Tamaulipas – 26 de enero de 1909.

Sus padres fueron Josefa Celis Arceo, de Cojumatlán, Michoacán, y el mayor Domingo Martínez Barrón, de Santiago de Querétaro—un veterano de la Guerra de Reforma, la Segunda Intervención Francesa y el Segundo Imperio Mexicano. 
Debido a la profesión militar de su padre, la familia Martínez Celis se trasladó de Zamora a Morelia, y posteriormente a Guadalajara, donde Eduardo realizó sus primeros estudios.  En 1901 la familia se asentó en Monterrey, donde Eduardo cursó estudios preparatorios en el Colegio Civil; años después, cuando este colegio pasara a ser la Escuela de Bachilleres, Martínez Celis sería maestro y catedrático de Literatura e Historia de la Literatura en dicha institución.

## Vida profesional
Don Rafael Martínez, "Rip-Rip", lo inició en su carrera periodística.  Fue reportero para el periódico El Renacimiento en 1909, continuando con direcciones en los diarios regiomontanos El Noticiero (1911), El Combate (1912) y Nueva Patria (1913).  
Residió en la Ciudad de México entre 1914 y 1916, donde colaboró en El Heraldo, El Demócrata y El Pueblo; este último de don Heriberto Frías. Volvería después a Monterrey para fungir como jefe de redacción en El Progreso, de 1917 a 1918.  
El 31 de enero de 1919 cofundó El Porvenir junto con don Jesús Cantú Leal, Ricardo Arenales y Federico Gómez, ocupando la jefatura de redacción del recién fundado periódico durante los siguientes 17 años.  Más adelante tomaría la dirección de El Tiempo, al fundarse este periódico en agosto de 1936.

## Literatura
Fue un escritor elegante y agudísimo, plasmando su maestría en cierta clase de ensayos muy breves que publicó en El Porvenir bajo el seudónimo de El Abate Sieyés—en referencia a Emmanuel-Joseph Sieyès—, en una sección que llamó primero Tópico del día y después Un tópico cualquiera.
Completó un libro de versos en 1933 que intituló Rima íntima, del cual se hicieron impresiones solo para su esposa y sus seis hijos. 
Es autor de dos ensayos históricos notables: El Cuarto Poder a través de los siglos. - Reseña histórica del periodismo en Nuevo León desde 1824 hasta 1936, publicada en la edición especial de El Tiempo del 5 de agosto de 1937, con facsímiles en primeras planas de los principales diarios, semanarios y revistas del país; y El teatro en Monterrey a través de 75 años, publicada en El Porvenir el 31 de enero de 1941.
También fue dramaturgo, siendo coautor junto con David Alberto Cossio de obras como La rebelde, Deuda de gloria, El abismo, El diablo romántico, Mujeres de acción y Los amigos del señor gobernador.
Como dato de interés literario, en la obra autobiográfica, La Rebelde,—basada en las memorias de Leonor Villegas de Magnón—figura el hermano menor de don Eduardo, el mayor Guillermo Martínez Celis, quien estuviera a cargo, junto con el teniente coronel de artillería Ismael Flores del Valle, del Depósito de Generales, Jefes y Oficiales del ex Ejército Federal; este órgano creado en 1919 por el General Pablo González Garza con el objetivo de reclutar a los mandos del extinto Ejército Federal, durante la Revolución mexicana. Por otra parte, al retomar la historia de Villegas de Magnón en su novela de 2011, Las Rebeldes, Mónica Lavín incluye nuevamente en la trama a Guillermo Martínez Celis.

## Actividad política
Martínez Celis era un orador notable, habiendo figurado también en la política al ejercer como vicepresidente del Partido Constitucional Progresista en Nuevo León, mismo que postuló para candidatos a la presidencia y la vicepresidencia de la República a Francisco I. Madero y José María Pino Suárez en octubre de 1911. Don Eduardo también fungió como director del diario El Combate, órgano semioficial del mismo Partido Constitucional Progresista.  
Entre 1920 y 1922  ocupó el puesto de Diputado a la Legislatura de Nuevo León, representando al Partido Constitucional Independiente; sin embargo, sus actividades políticas fueron opacadas por su eminente labor periodística.
Su vida se vio truncada repentinamente el 5 de noviembre de 1943 tras sufrir un paro cardíaco en Monterrey.

## Obra

### Poesía
- Rima íntima - (1933)

### Ensayo
- Un tópico cualquiera
- El Cuarto Poder a través de los siglos. - Reseña histórica del periodismo en Nuevo León desde 1824 hasta 1936 - (1937)
- El teatro en Monterrey a través de 75 años - (1941)

### Teatro
- La rebelde - (1913)
- Deuda de gloria - (1915)
- El abismo - (1916)
- El diablo romántico - (1932)
- Mujeres de acción - (1933)
- Los amigos del señor gobernador - (1934)